# 沼田次郎
沼田 次郎（ぬまた じろう、1912年8月19日 - 1994年6月29日）は、日本の歴史学者、日本史学者。東京大学名誉教授（史料編纂所元所長）。洋学史、日蘭交渉史が専門で、日蘭学会理事長も務めた。

## 来歴
熊本県熊本市出身（出生地は和歌山県）。鹿児島県立第一鹿児島中学校 (旧制)を経て、1932年第五高等学校 (旧制)卒業、1935年東京帝国大学文学部国史学科卒業。東京大学史料編纂所に入り、1954年助教授、1965年教授に就任し、1971年から1973年に所長を務める。1973年から1983年まで東洋大学文学部教授。そのほか、1980年から1983年に日蘭学会理事長。勲三等旭日中綬章受章。

## 著書
- 出島 日本とオランダの関係 大化書房 1947
- 幕末洋学史 刀江書院 1950
- 日本史の人びと 5 光を求めて 筑摩書房 1956
- 日本全史 近世 第2 東京大学出版会 1959
- 洋学伝来の歴史 至文堂 1960 (日本歴史新書)
- 日本歴史全集 第13 開国前後 講談社 1969
- 洋学 吉川弘文館 1989.10 (日本歴史叢書)

## 共編著
- 東西文明の交流 6 日本と西洋 平凡社 1971
- 日本思想大系 66 西洋見聞集 松沢弘陽と校注 岩波書店 1974
- 海外交渉史の視点 第2巻 近世(箭内健次共編)日本書籍 1975
- 体系日本史叢書 5 対外関係史 森克己共編 山川出版社 1978.8

## 翻訳
- 日本滞在見聞記 日本における五年間 ポンペ 荒瀬進共訳 雄松堂書店 1968 (新異国叢書)
- 日本風俗図誌 ティチング 雄松堂書店 1970 (新異国叢書)
- ベニョフスキー航海記 水口志計夫共編訳 平凡社 1970 (東洋文庫)
- 日本風俗備考 1-2 フィッセル 庄司三男共訳注 平凡社 1978 (東洋文庫)